# فيرن هوبز
فيرن هوبز (بالإنجليزية: Fern Hobbs)‏ هي محامية أمريكية، ولدت في 8 مايو 1883 في نبراسكا في الولايات المتحدة، وتوفيت في 10 أبريل 1964 في أوريغون في الولايات المتحدة.